# 嶧山刻石

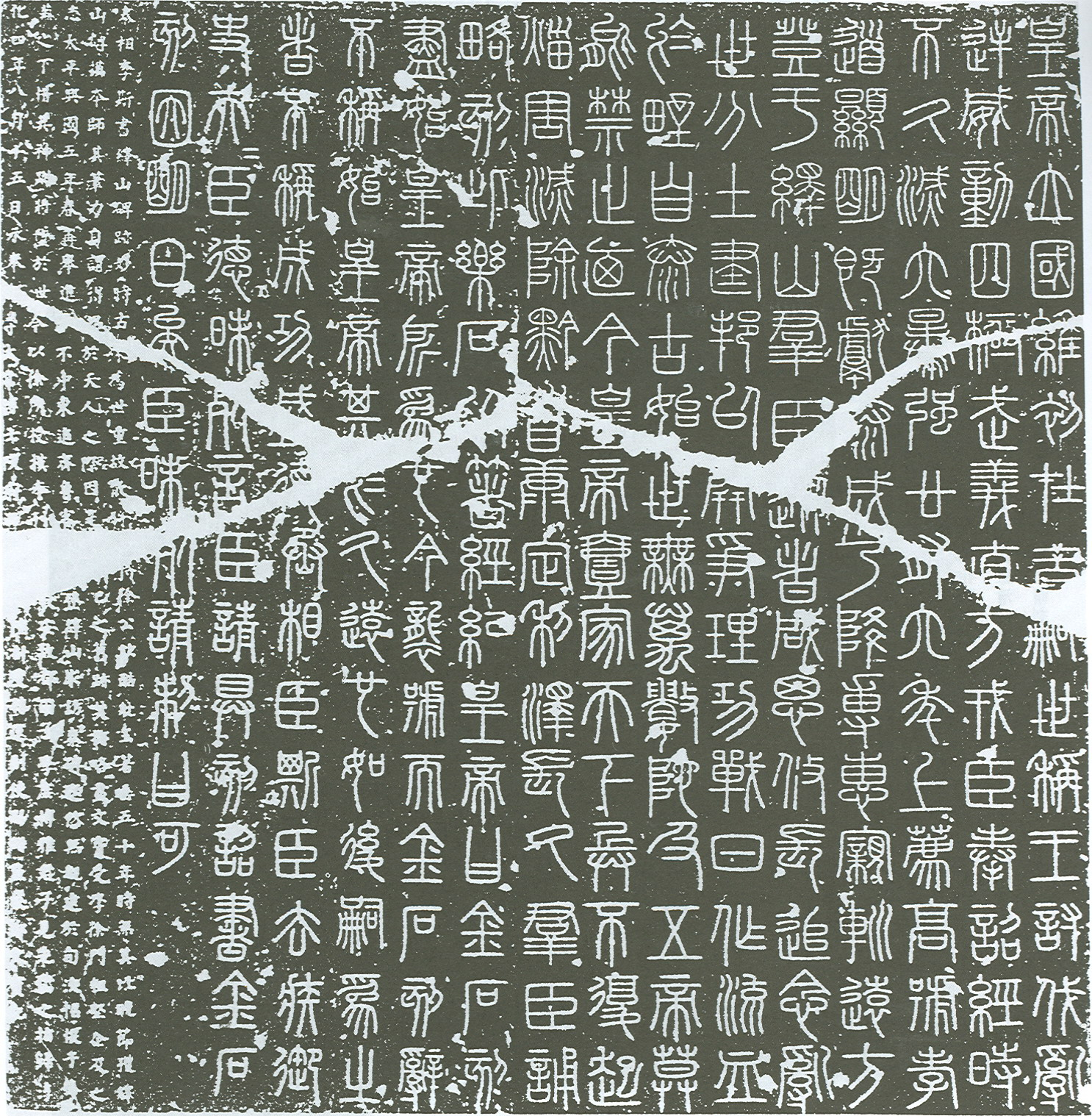
峄山刻石（長安本），郑文宝摹刻，北宋淳化四年（公元993年）

峄山刻石高218厘米、宽84厘米 。两面刻文，共15行，满行15字，相传为李斯所书。《峄山刻石》高218厘米、宽84厘米。峄山刻石书体是小篆，也就是仅存不多的小篆刻石，传说是李斯的书法手迹，但于史无据。

## 历史
- 秦王政二十八年（前219年），秦始皇出巡峄山（今山东邹城市东南）时所刻。《史记·秦始皇本纪》载：“始皇二十八年东行郡县，上邹绎山，与鲁诸儒生议刻石、颂秦德、议封禅，望祭山川之事”。
- 原石已被后来曹操登山时毁掉，但留下了碑文。（一说为北周武帝所为）。
- 现在的摹本比较有名的是“长安本”。宋太宗淳化四年（公元993年）郑文宝根据五代南唐徐铉的拓本重刻于长安，碑阴有郑文宝题记。現存西安碑林。[1]

## 全文
玆据王昶《金石萃編》錄其全文如下，原文無標點：
皇帝立國，維初在昔，嗣世稱王。討伐亂逆，威動四極，武義直方。戎臣奉詔，經時不久，滅六暴强。廿有六年，上薦高號，孝道顯明。既獻泰成，乃降尃惠，寴䡅遠方。登于繹山，羣臣從者，咸思攸長。追念亂世，分土建邦，以開争理。功戰日作，流血於野。自泰古始，世無萬数，陀及五帝，莫能禁止。廼今皇帝，壹家天下。兵不復起，災害滅除。黔首康定，利澤長久。羣臣誦畧，刻此樂石，以著經紀。

皇帝曰：“金石刻盡始皇帝所爲也，今襲號而金石刻辭不稱始皇帝。其於久遠也，如後嗣爲之者，不稱成功盛德。”丞相臣斯、臣去疾、御史夫臣德昧死言：“臣請具刻詔書，金石刻因明白矣。”臣昧死請。制曰：“可”。